# Kyoryū Taisen Dinobōt
Kyoryū Taisen Dinobōt (居留 対戦 DINOBOUT?) è un manga scritto e disegnato da Teruaki Mizuno nel 2011 e pubblicato sulle pagine di Saikyō Jump. Similmente a quanto accaduto con Metallica Metalluca, la sua opera di debutto, non otterrà molto successo e sarà presto interrotta, anche per la realizzazione del nuovo manga di Mizuno, Chō Soku Henkei Gyrozetter. 

## Trama
La trama ruota attorno ad un gioco in cui si risvegliano dai fossili i dinosauri che in seguito vengono fatti combattere tra di loro. 

## Somiglianze
La serie ricorda molto Pokémon, soprattutto nella parte in cui si risvegliano dinosauri dai fossili per farli combattere tra di loro.